# Сонети до Орфея
«Сонети до Орфея» — поетичний цикл австрійського поета Райнера Марії Рільке (створений у 1922 році, опублікований у 1923 році). Містить 55 сонетів, складається з двох частин (перша — 26 сонетів, друга — 29).

## Автор
Райнер Марія Рільке народився 1875 року в Празі. Дитинство та юність поета були затьмарені перебуванням в австрійській військовій школі (1886—1891), про яку він все життя згадував зі страхом і відразою. У 1895 році поет вступив на філологічний факультет Празького університету, а пізніше слухав лекції з філології і мистецтвознавства в Мюнхені й Берліні.
Основою і вихідним пунктом поетичної еволюції Рільке була німецька класична література. Разом з тим, він активно засвоював і синтезував досвід романських і слов'янських культур. Звідси його спроби творити французькою та російською мовами.
Писати вірші Рільке почав рано, і вже 1894 року вийшла його перша збірка «Життя і пісні». Наприкінці XIX століття з'являються наступні книжки поета: «Вінчаний снами» (1896), «Святвечір» (1898) і «Мені на свято» (1900). Ранній Рільке — переважно неоромантик і імпресіоніст. У його віршах відтворюються основні мотиви романтичної поезії першої половини XIX століття — самотності, природи й кохання.

## Історія написання
«Сонети до Орфея» Рільке написав на одному диханні у 1922 році у замку Мюзо у Швейцарії, кантон Вале. 55 сонетів Рільке написав за 14 днів. Окремим виданням сонети вийшли у 1923 році. Сонети присвячені пам'яті молодою танцівниці Віри Оукам Кнооп, дочці знайомих Рільке, яка померла від лейкемії у віці 19 років. Рільке пояснив написання «Сонетів до Орфея» в листі до свого польського перекладача Вітольда Гулевича:
«…сонети народило те саме, що й „Елегії“ — відгук на смерть знайомої молодої дівчини — Вери Оукамп Кноп».
"Сонети до Орфея" і «Дуїнські елегії» пов'язує тематика і проблематика «смерті і воскресіння».

## Основна тема «Сонетів»
Найповнішого вираження мотиви, властиві пізній творчості Рільке, набули в поетичному циклі «Сонети до Орфея» (1922). Вірш Рільке став прозорим, точним у виборі зображувальних засобів.
Основною темою «Сонетів» є мистецтво — поет доходить висновку, що збереження гармонії є можливим тільки завдяки жертовній силі мистецтва й творчій енергії людини. У поезію Рільке знову повертається Бог — вершина Всесвіту, але тепер це «дзвінкий» бог Орфей, поет-співець, який зливається з образом поета Рільке. Вже в першому сонеті циклу — «Ось дерево звелось…» Орфей втілює силу поезії, що активно сприяє перетворенню хаосу на світ гармонії форм і образів, справжній «людський світ». Мистецтво, як будівничий спів Орфея, здатне одухотворити світ, звести високий і міцний храм добра й краси. У «Сонетах до Орфея» поет піднявся з безодні сумнівів і відчаю і утвердив початкову основу свого поетичного таланту — думку про красу буття: «Бути на землі — прекрасно».
Гуго фон Гофмансталь, відомий австрійський поет, якому Рільке надіслав сонети з присвятою, писав:
«У цих віршах мене здивувало, як вам вдалося відвоювати нові межі в області невимовного, мене зачарувала краса і впевненість, з якою глибинні думки розкривалися ніби з дивовижним, гідним захоплення штрихом пензля китайця, в якому поєдналися мудрість і ритмічний орнамент».

## Переклади українською
- Микола Лукаш (2 сонети з першої частини (перший — «Устало древо. О гінке зростання!» і третій — «Свічада: ще кожен знавець у світі»)

- Микола Бажан[3]' (19 сонетів з першої частини і 14 сонетів з другої частини)
- Василь Стус[4] (всі сонети)
- Мойсей Фішбейн (12 сонетів з першої частини і 14 сонетів з другої частини, 2012 р)

### Частина перша (переклад Василя Стуса)
1. Das I. Sonett «О дерево звелось! О надвисання!…»
2. Das II. Sonett «І появилась дівчинка мала…»
3. Das III. Sonett «Господь спромігся. Але як же нам…»
4. Das IV. Sonett «О ласкаві, входьте часами…»
5. Das V. Sonett «Надгробків не муруйте. Хай віднині…»
6. Das VI. Sonett «Він не тубілець. Цій щедрій природі…»
7. Das VII. Sonett «Славлення! Той, кого ти вподобило…»
8. Das VIII. Sonett «Тільки в колі слави йде тужіння…»
9. Das IX. Sonett «Хто понад тіньми здолав…»
10. Das X. Sonett «Вам, саркофаги римські, уклін…»
11. Das XI. Sonett «В небо глянь — яке сузір'я зветься…»
12. Das XII. Sonett «Славен дух, що зволив нас єднать!…»
13. Das XIII. Sonett «Груші, аґрус, яблука, банани…»
14. Das XIV. Sonett «Ми в колі квітів, листя і плодів…»
15. Das XV. Sonett «Ждіть-но… як смачно… вже й зникло за мить…»
16. Das XVI. Sonett «Друже мій, ти сам-один, бо такий…»
17. Das XVII. Sonett «Отче, ховає глибінь…»
18. Das XVIII. Sonett «Боже, йде час новий?…»
19. Das XIX. Sonett «Плинний, як хмара, струмить…»
20. Das XX. Sonett «Яку тобі, Боже, складу я хвалу?…»
21. Das XXI. Sonett «Знову настала весна. І природа…»
22. Das XXII. Sonett «Жертви навального плину…»
23. Das XXIII. Sonett «І вже тоді, як лет…»
24. Das XXIV. Sonett «Що ж, боги добросерді, ми від дружби старої…»
25. Das XXV. Sonett «Ти, тільки ти одна, квітко чудова…»
26. Das XXVI. Sonett «Ти ж, о божественний, ти й до останку співаєш…»

### Частина друга (переклад Василя Стуса)
1. Das I. Sonett «Дихай, вірша єство ясне!…»
2. Das II. Sonett «Майстрові часом лиш аркуш проворний…»
3. Das III. Sonett «Вашу природу, свічада, в цім світі…»
4. Das IV. Sonett «О, це був звір, яких не бачив світ…»
5. Das V. Sonett «Квітів м'яз, що звільна анемони…»
6. Das VI. Sonett «За давнини ти була, трояндо-царівно…»
7. Das VII. Sonett «Квіти, рукам тим, що лад вам дають, ви єсте…»
8. Das VIII. Sonett «Друзі дитинства колишнього мого, вас мало…»
9. Das IX. Sonett «Не хизуйтеся, судді, що зайві стали тортури…»
10. Das X. Sonett «Всьому, що люди зробили, машина загрозою стала…»
11. Das XI. Sonett «Скільки ти, смерте, законів спокійних уклала…»
12. Das XII. Sonett «Перетворень волій. Захопися вогнем, у якому…»
13. Das XIII. Sonett «Передуй всепрощанню, яке йде за тобою…»
14. Das XIV. Sonett «Глянь на квіти, що крихітку долі спізнали…»
15. Das XV. Sonett «О рота благодатне джерело…»
16. Das XVI. Sonett «Завжди прагне бог залікувати…»
17. Das XVII. Sonett «Де ті, вологою пещені, сади блаженства на світі…»
18. Das XVIII. Sonett «Де ти набралась духу…»
19. Das XIX. Sonett «Золото мешкає в пещених банках десь…»
20. Das XX. Sonett «Те, що вище за зорі й за всі надзірні округи…»
21. Das XXI. Sonett «Серце, співай сади, тобі невідомі…»
22. Das XXII. Sonett «О долі всупір: ці розкоші чудові…»
23. Das XXIII. Sonett «О, зови мене в свої години…»
24. Das XXIV. Sonett «О всезростальне бажання ослаблих ґрунтів!…»
25. Das XXV. Sonett «Чуєш ритми людської роботи?…»
26. Das XXVI. Sonett «Як нас пташиний зворушує крик…»
27. Das XXVII. Sonett «Чи на зустріч із судною ждати годиною…»
28. Das XXVIII. Sonett «О повернись! І в грації дитинній…»
29. Das XXIX. Sonett «Тихий друже далечей, ти чуєш…»